# Netomocera nearctica
Netomocera nearctica (лат.) — вид паразитических наездников из семейства Pteromalidae (Chalcidoidea) отряда перепончатокрылые насекомые, в составе подсемейства Diparinae. Северная Америка (Канада, США).

## Описание
Мелкие хальцидоидные наездники с коренастым телом. Длина самок от 1,2 до 2,0 мм (самцы от 1,0 до 1,5 мм). Основная окраска желтовато-бурая. Формула члеников усиков: 1-1-1-7-3. Жгутик усика самок булавовидный с асимметричной булавой; петиоль широкий субквадратный. Самки брахиптерные и макроптерные. Первый тергит крупный, занимает как минимум половину длины брюшка. Хозяева неизвестны, предположительно ими являются личинки насекомых.

## Систематика
Вид Netomocera был впервые описан в 1977 году, а его валидный статус подтверждён в ходе ревизии, проведённой в 2019 году румынским энтомологом Mircea-Dan Mitroiu («Alexandru Ioan Cuza» University of Iași, Faculty of Biology, Яссы, Румыния). Вид Netomocera nearctica сходен с Netomocera  meridionalis. Видовое название N. nearctica дано месту обитания (Неарктика).